# Code de la couverture médicale de base
Lire en ligne

BO n° 5058/2002 page 1333

Au Maroc, le Code de la couverture médicale de base est le texte déterminant les modalités d'application du principe du droit à la santé au citoyens du royaume.

## Le CCMB fondement de la protection sociale en matière de santé
Le code constitue le fondement de la protection sociale en matière de santé. Il institué:
- une assurance maladie obligatoire de base (AMO) fondée sur les principes et les techniques de lʼassurance sociale au profit des personnes exerçant une activité lucrative, des titulaires de pension, des anciens résistants et membres de lʼarmée de libération et des étudiants;
- un régime dʼassistance médicale (RAMED) fondé sur les principes de lʼassistance sociale et de la solidarité nationale au profit de la population démunie.